# Fountain Springs (Pennsylvanie)
Fountain Springs est une census-designated place située dans le comté de Schuylkill, dans l’État de Pennsylvanie, aux États-Unis. Lors du recensement de 2020, elle compte 256 habitants.